# Razbojna (Targovisjte)
Razbojna (Bulgaars: Разбойна) is een dorp in het zuidwesten van Bulgarije. Zij is gelegen in de gemeente Targovisjte (stad) in  oblast Targovisjte. Het dorp ligt ongeveer 3 km ten zuiden van Targovisjte en 269 km ten oosten van de hoofdstad Sofia. 

## Bevolking
De telling van 1934 registreerde 133 inwoners. Dit aantal groeide tot een hoogtepunt van 526 inwoners in 1985. Daarna begon de bevolking langzaam maar geleidelijk te dalen. Op 31 december 2019 werden er 457 inwoners geteld. 
Van de 455 inwoners reageerden er 445 op de optionele volkstelling van 2011. Zo'n 285 personen identificeerden zichzelf als etnische Bulgaarse Turken (64,0%), gevolgd door 146 personen die zichzelf als etnische Bulgaren identificeerden (32,8%) en 4 Roma (0,9%).
Van de 455 inwoners die in februari 2011 werden geregistreerd, waren er 44 jonger dan 15 jaar oud (10%), terwijl er 76 inwoners van 65 jaar of ouder werden geteld (17%).

## Afbeeldingen

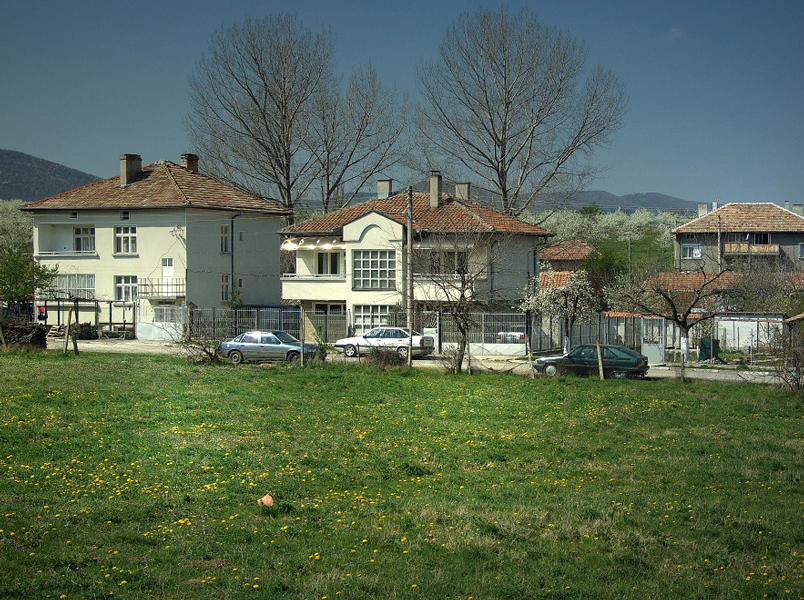
Uitzicht op het dorp Razbojna
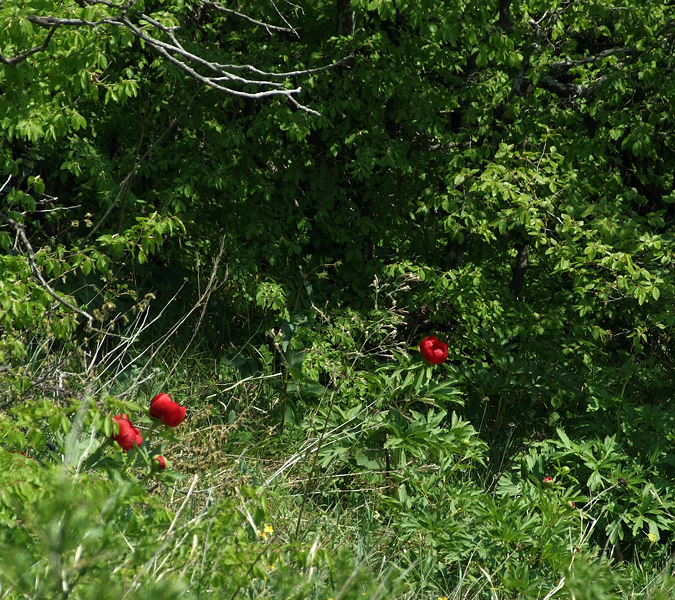
Planten
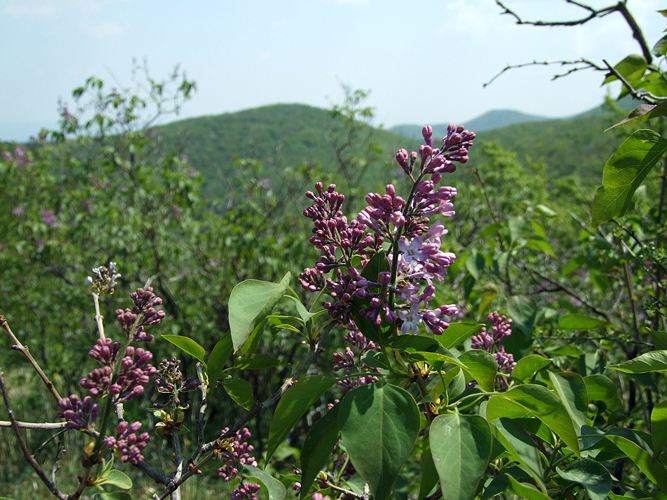
Planten
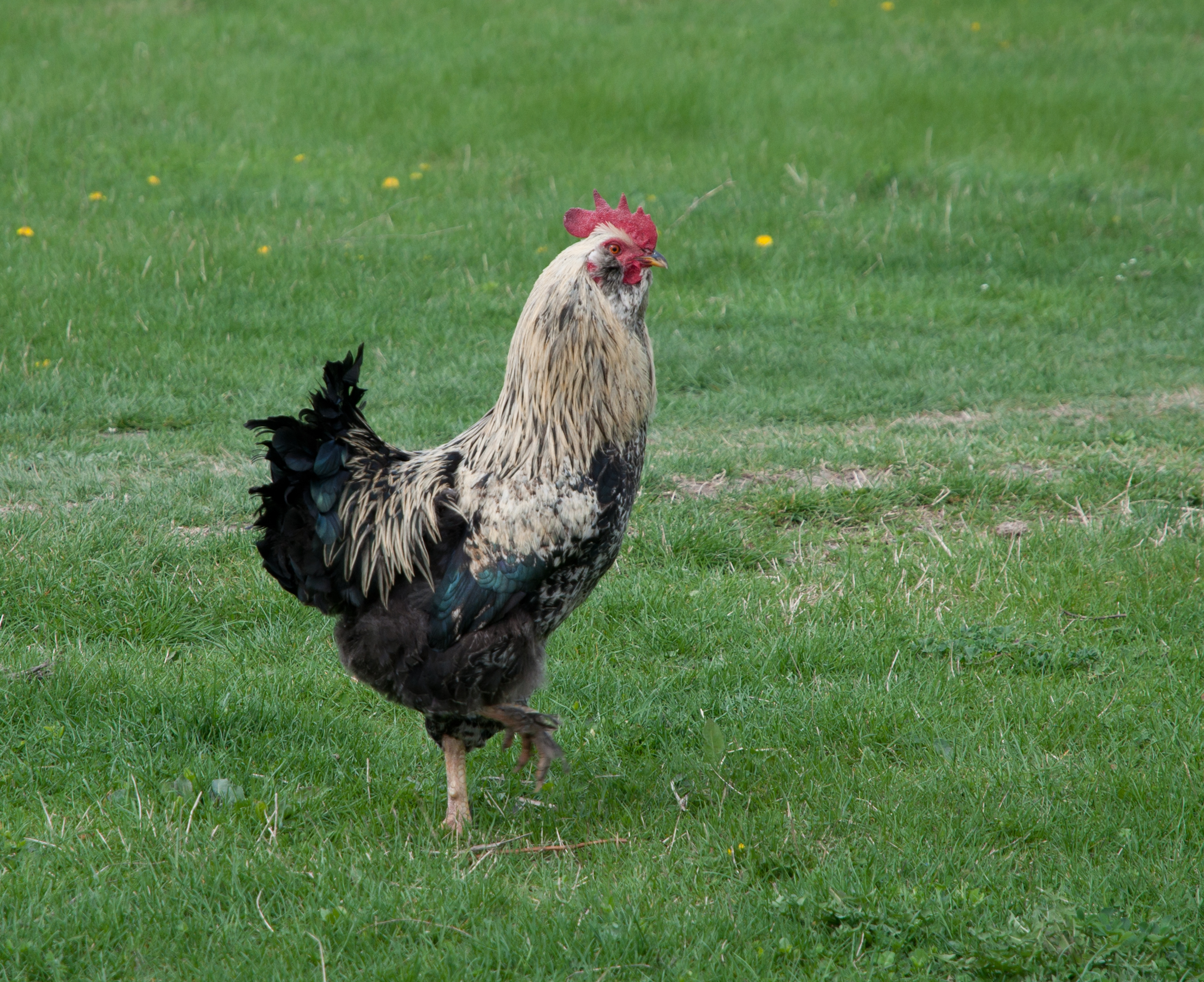
Een haan